# Distretto di Achoma
Il distretto di Achoma è uno dei venti distretti della provincia di Caylloma, in Perù. Si trova nella regione di Arequipa e si estende su una superficie di 393,54 chilometri quadrati.

Ha per capitale la città di Achoma e contava 1.342 abitanti al censimento 2005.